# Lophiotrema curreyi
Lophiotrema curreyi är en svampart som beskrevs av Sacc. 1891. Lophiotrema curreyi ingår i släktet Lophiotrema och familjen Lophiostomataceae.  Arten är reproducerande i Sverige. Inga underarter finns listade i Catalogue of Life.